# کلاچ ایمنی

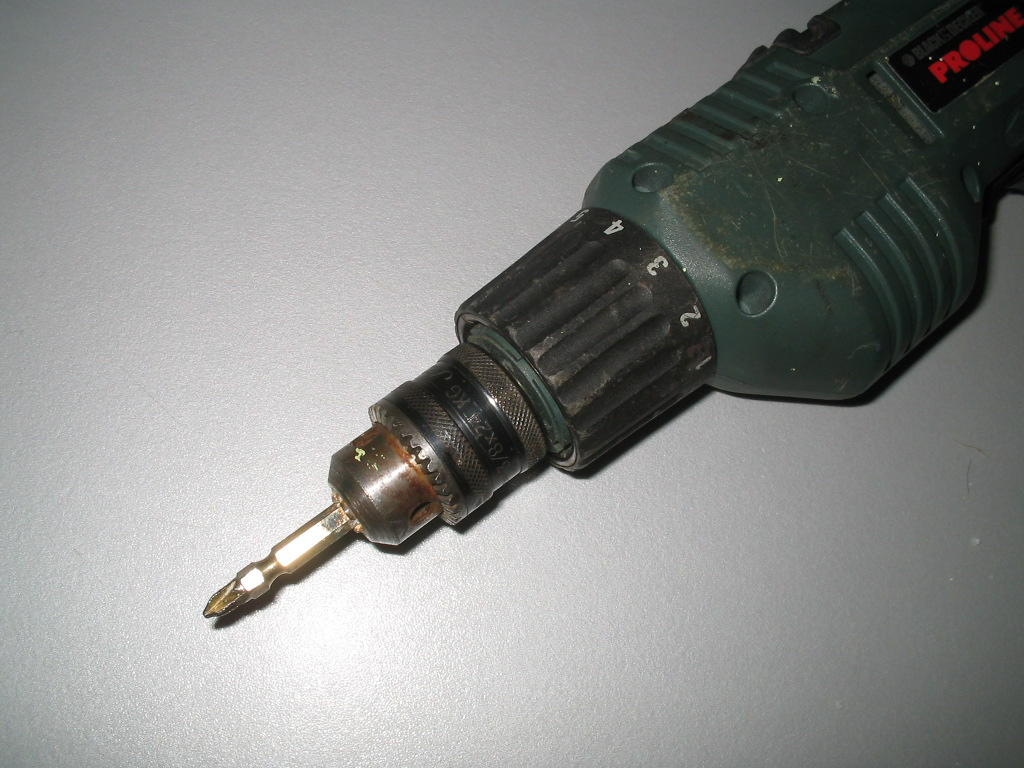
نمایی از کلاچ ایمنی در یک‌دستگاه دریل پیچ‌گوشتی

کلاچ ایمنی (به انگلیسی: Safety clutch) مکانیزمی است که برای حفاظت از ابزارهایی از قبیل دریل و پیچ گوشتی برقی و شارژی و فرز و بکس و … در برابر بار اضافی به کار می‌رود. هنگامی که بار اضافی بر روی ابزار وارد شود یا گشتاور ابزار بیش از حد معمول بالا رود دستگاه را محافظت کرده و جلوی کار کردن دستگاه را می‌گیرد تا به آن آسیبی نرسد.
کلاچ ایمنی به عنوان یک واسطه یا کوپلینگ بین دو شفت یا یک شفت و یک جزء دیگر عمل نموده و دو بخش را به هم متصل می‌کند، در صورت وارد شدن بار اضافی یا بالا رفتن بیش از حد معمول گشتاور، (هنگام گیر کردن مته دریل درون سوراخ یا گیر کردن صفحه فرز درون شیار این حالت‌ها ایجاد می‌شود) اتصال دو بخش را قطع کرده و به این ترتیب از آسیب دیدن دستگاه ممانعت به عمل می‌آورد.
در چنین حالتی دستگاه در حالت خلاص قرار می‌گیرد و به این ترتیب قطعه درونی ابزار می‌چرخد اما قسمت بیرونی ابزار ثابت می‌ماند.
به کلاچ‌های ایمنی محدود کننده گشتاور(torque limiter) نیز می‌گویند. محدود کننده‌های گشتاور بر پایه خاصیت گریز از مرکز کار می‌کنند.

## مزیت کلاچ ایمنی
در افزایش طول عمر ابزار بسیار مؤثر است چرا که بیشترین خرابی‌های ابزار هنگام بار اضافی به وجود می‌آید و با کلاچ ایمنی بسیاری از صدمات و خسارات از بین می‌رود.